# 灰枝鸦葱
灰枝鸦葱（学名：Scorzonera sericeo-lanata）为菊科鸦葱属的植物。分布于乌兹别克斯坦、哈萨克斯坦、俄罗斯、阿富汗以及中国大陆的新疆等地，生长于海拔700米至1,400米的地区，一般生于荒漠以及半固定沙丘，目前尚未由人工引种栽培。